# دونال دونيلي
دونال دونيلي (بالإنجليزية: Donal Donnelly)‏ (1931 - 2010)، هو ممثل مسرحي وسينمائي أيرلندي. عاش في أيرلندا والمملكة المتحدة والولايات المتحدة في أوقات مختلفة - جعلته يصف نفسه بأنه «ممثل أيرلندي متجول».
وُلد دونال دونيلي لأبوين أيرلنديين في برادفورد إنجلترا. كان والده جيمس طبيبًا، وكانت والدته نورا أوكونور معلمة. نشأ في دبلن حيث درس.

## وفاته
توفي يوم 4 يناير 2010 في شيكاغو سبب الوفاة مرض سرطان.

## من أعماله
- العراب: الجزء الثالث (فيلم)

## روابط خارجية
- دونال دونيلي على موقع IMDb (الإنجليزية)
- دونال دونيلي على موقع ألو سيني (الفرنسية)
- دونال دونيلي على موقع ميوزك برينز (الإنجليزية)
- دونال دونيلي على موقع قاعدة بيانات برودواي على الإنترنت (الإنجليزية)
- دونال دونيلي على موقع ديسكوغز (الإنجليزية)
- دونال دونيلي على موقع قاعدة بيانات الفيلم (الإنجليزية)